# Eifel

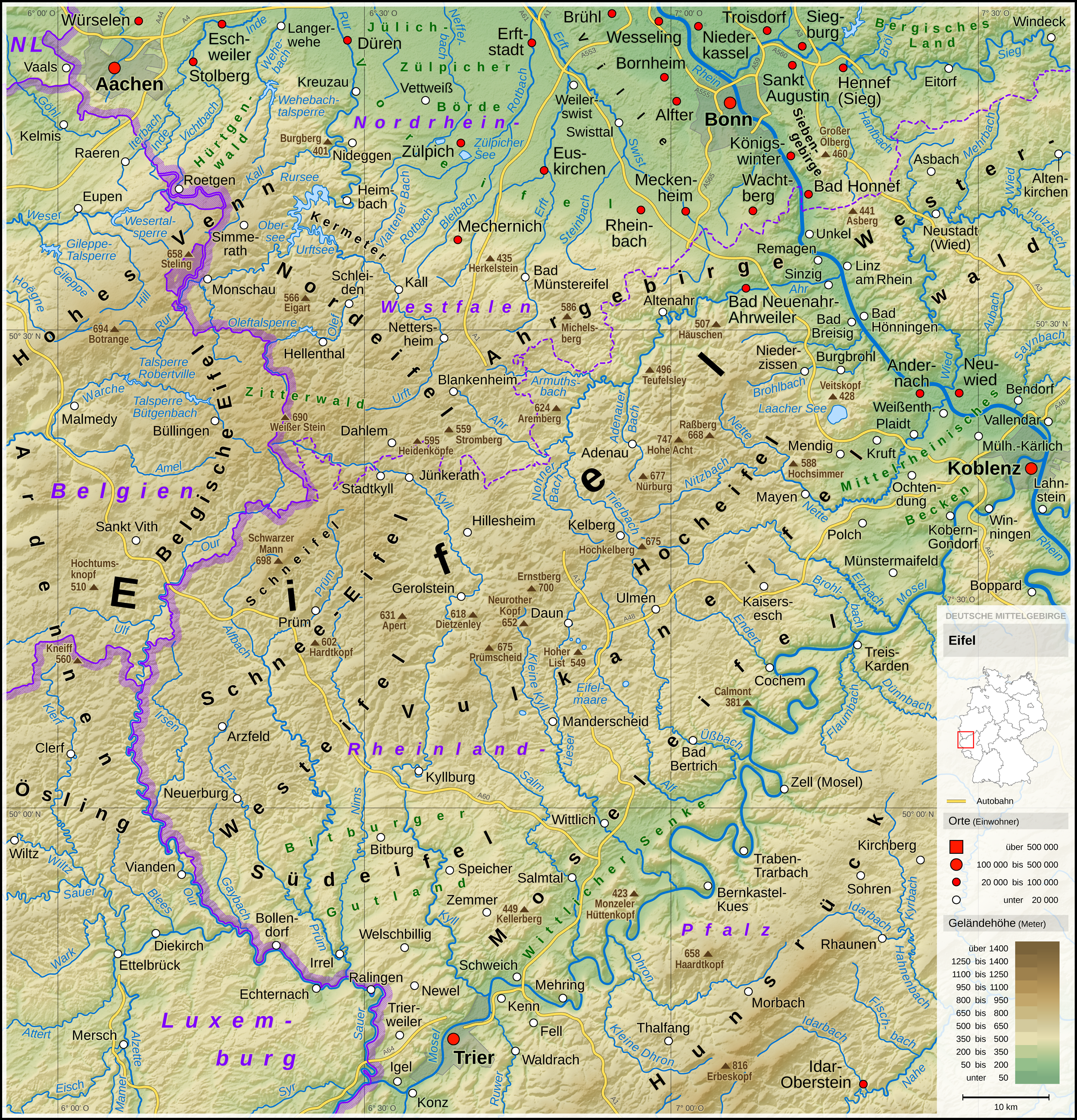
Mapa d'Eifel

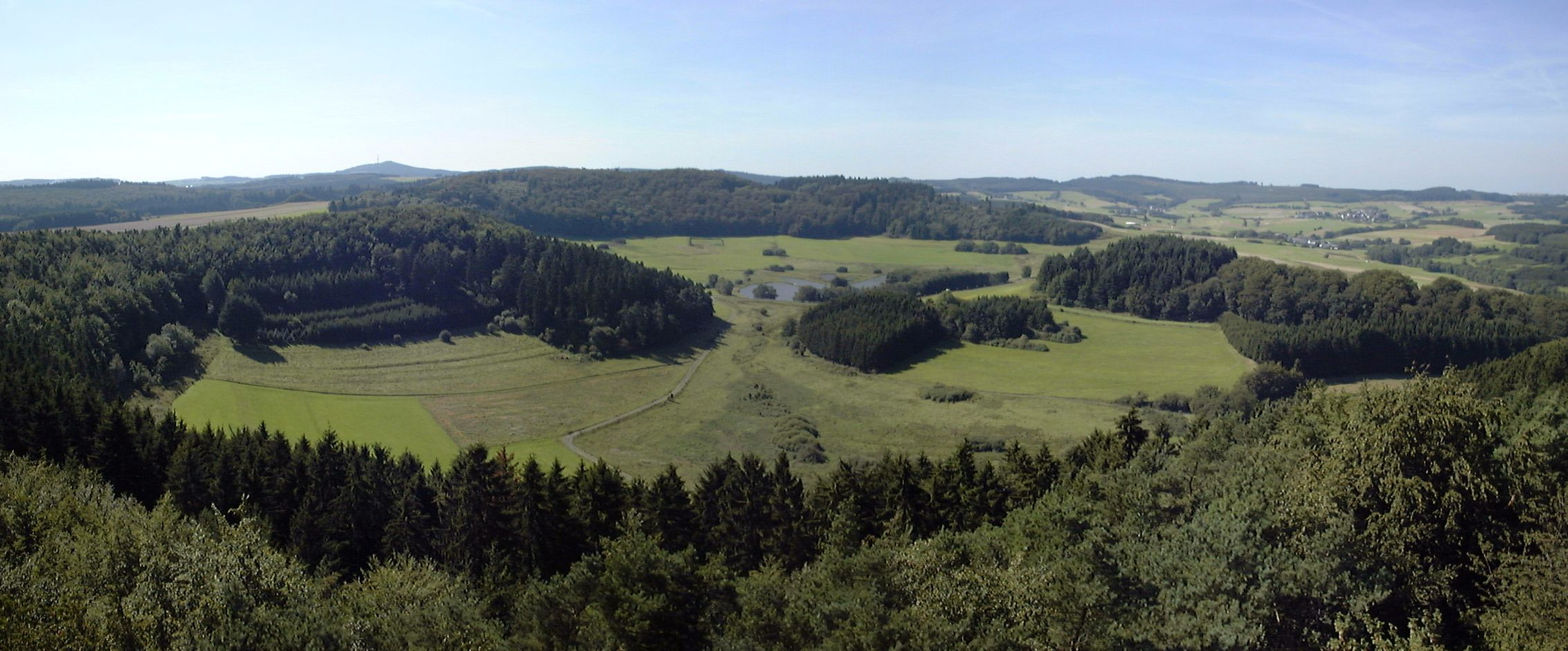
Paisatge a Eifel

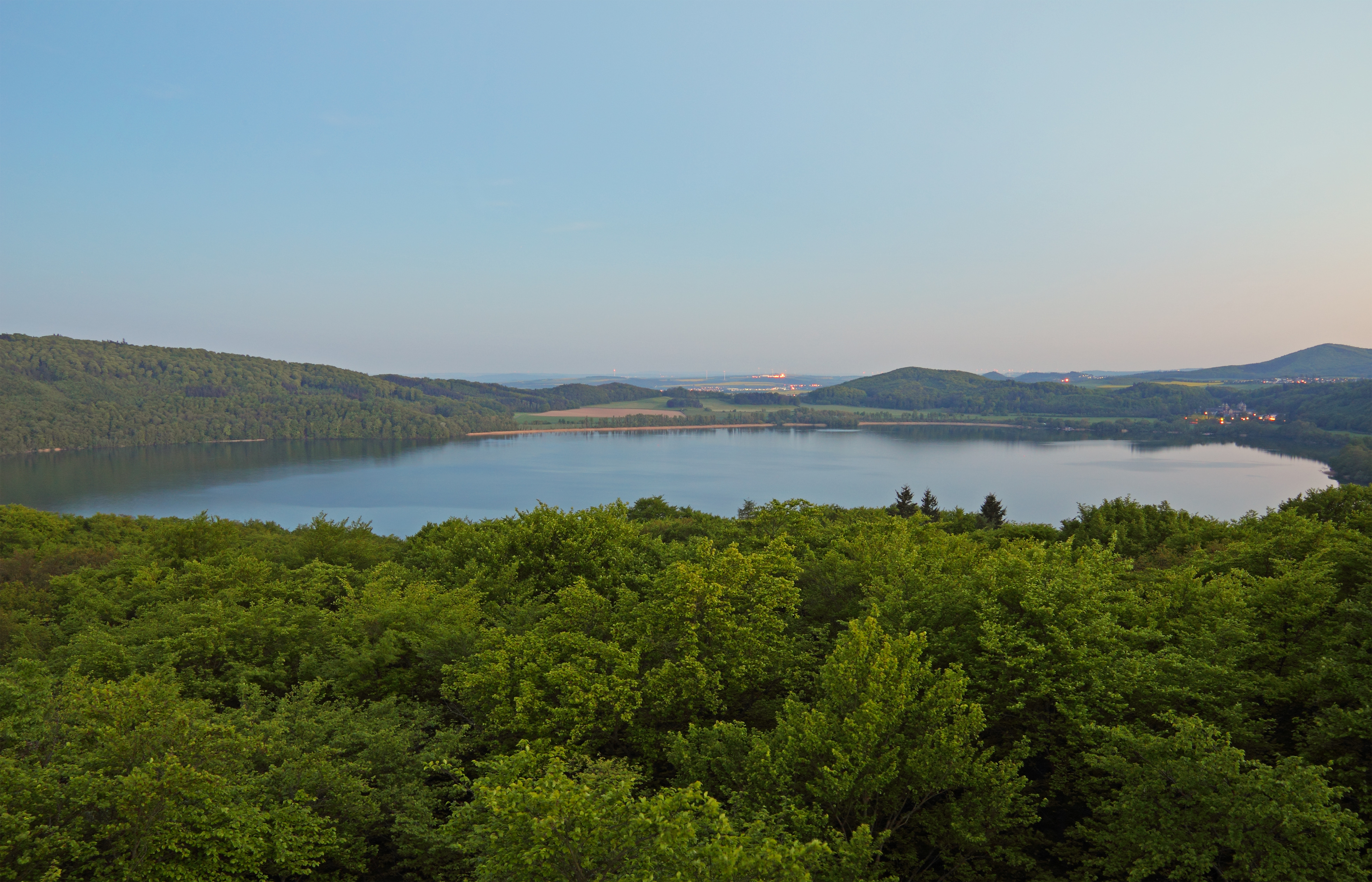
Vista del Laacher See, un dels llacs en el Vulkaneifel

Eifel és una serralada baixa de muntanyes situada a l'oest d'Alemanya i l'est de Bèlgica.
Eifel forma part del Massís de Renània; una part del nord és ocupada pel Parc nacional d'Eifel (des de 2004).

## Geografia

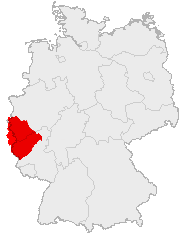
Situació d'Eifel a Alemanya

Eifel limta amb el riu Mosel·la al sud i amb el Rin a l'est. Al nord limita amb Jülich-Zülpicher Börde, a l'oest amb les Ardenes de Bèlgica i Luxemburg.
Hi ha diverses cadenes de muntanyes dins Eifel: 
- "Nordeifel" incloent Rur Eifel, "Hohes Venn" i "Kalkeifel".
- Ahrgebirge (turons Ahr)[1] (alemany: Ahrgebirge)
- Al sud d'Ahr hi ha el Hohe Eifel amb el Hohe Acht (747 m) que és el cim més alt d'Eifel.
- A l'oest els turons s'anomenen Schneifel (originàriament Schnee-Eifel o "Eifel" niós) i la regió de, Islek (Aquilania).
- La meitat sud d'Eifel és més baixa amb el riu Kyll i els seus turons s'anomenen Kyllwald.
- Al sud Eifel acaba a Voreifel sobre el Mosel·la.

Als períodes geològics Terciari i Quaternari Eifel era una gran zona amb activitat volcànica. Els peculiars llacs maars són d'origen volcànic. Les darreres erupcions volcàniques en el Laacher See van tenir lloc fa uns 10.000 anys però encara hi ha certa activitat volcànica i per això la regió d'Eifel s'eleva cada any 1-2 mm per any.

## Castells

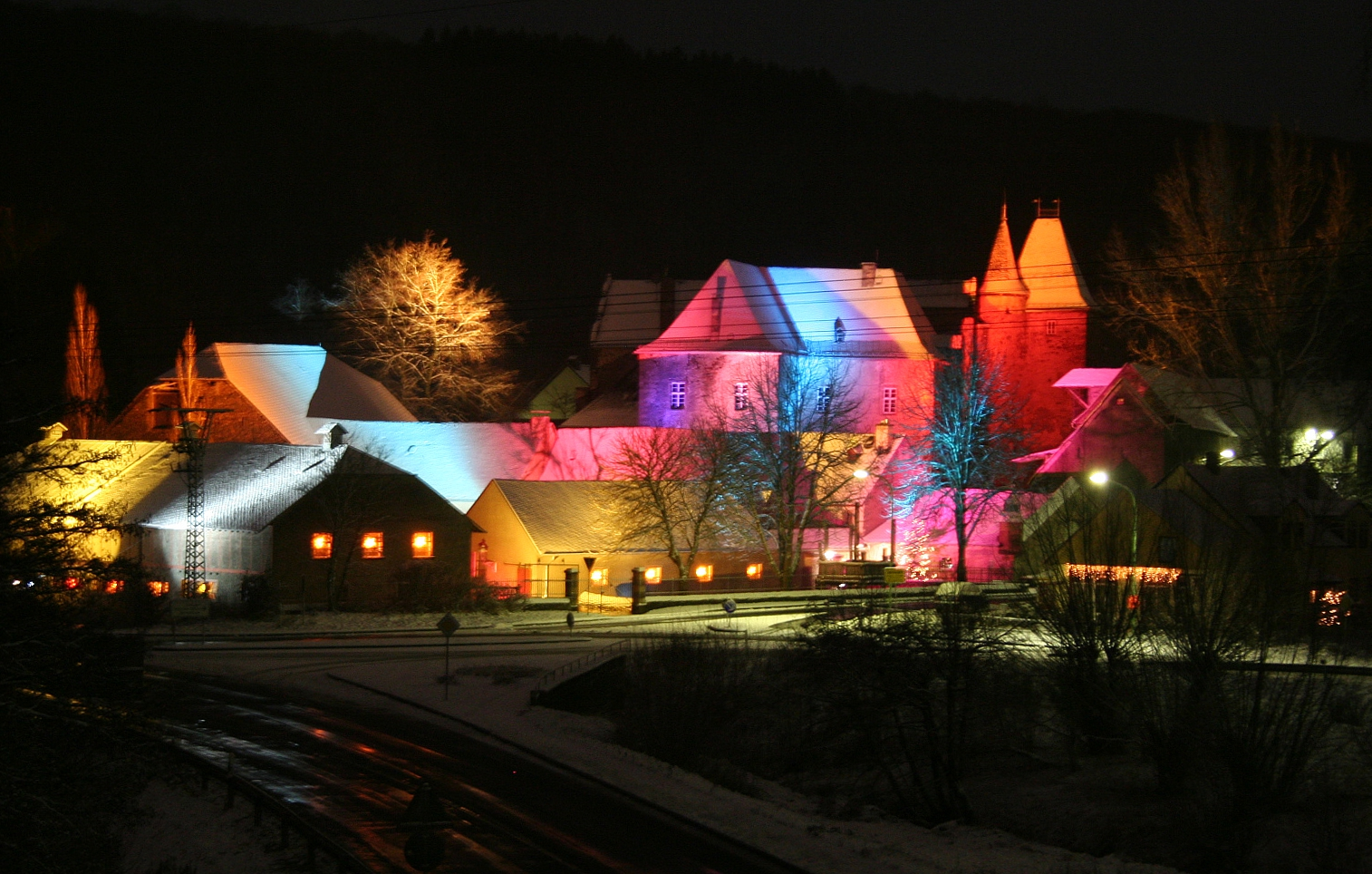
Castell de Lissingen

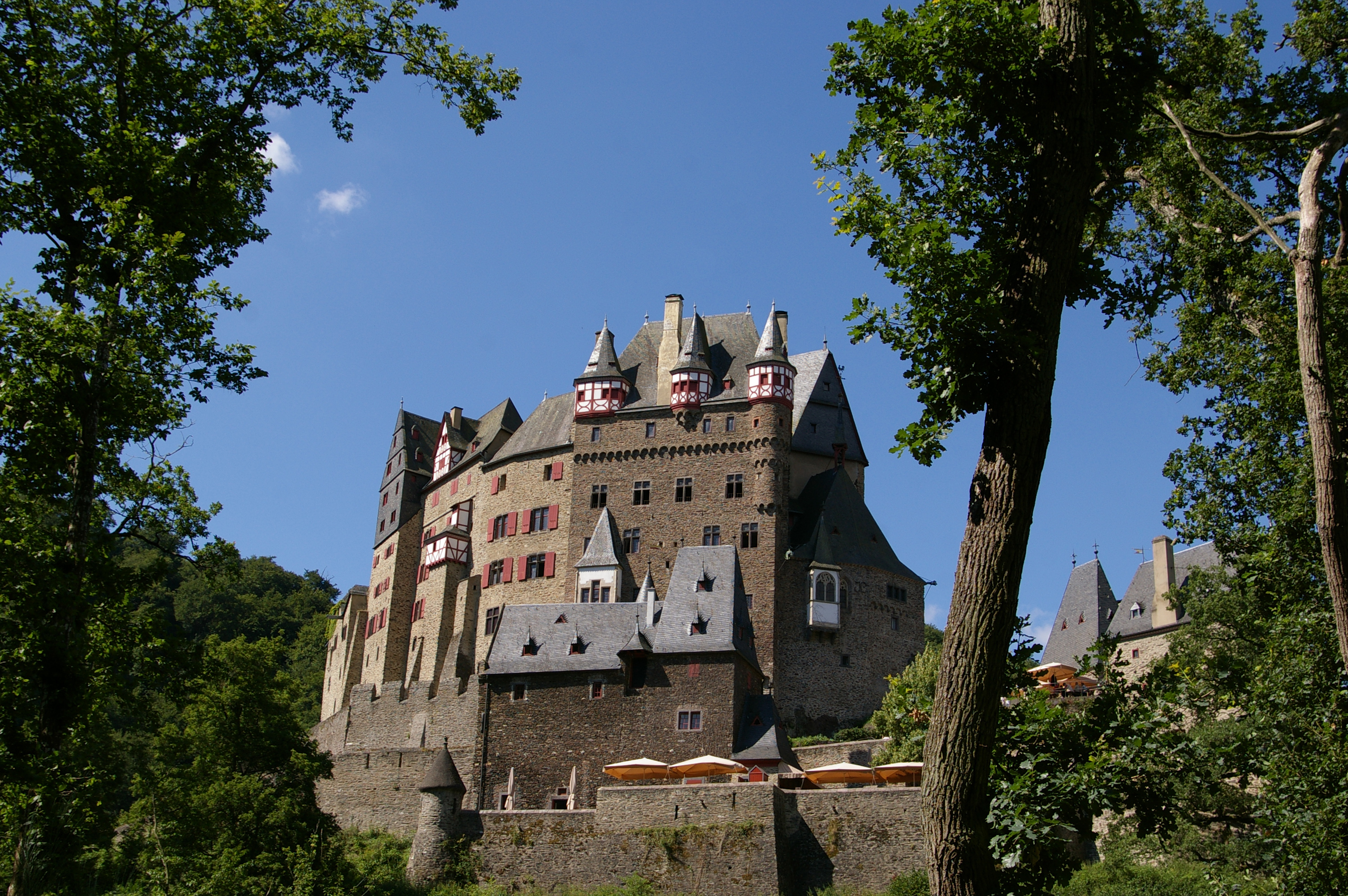
Castell d'Eltz

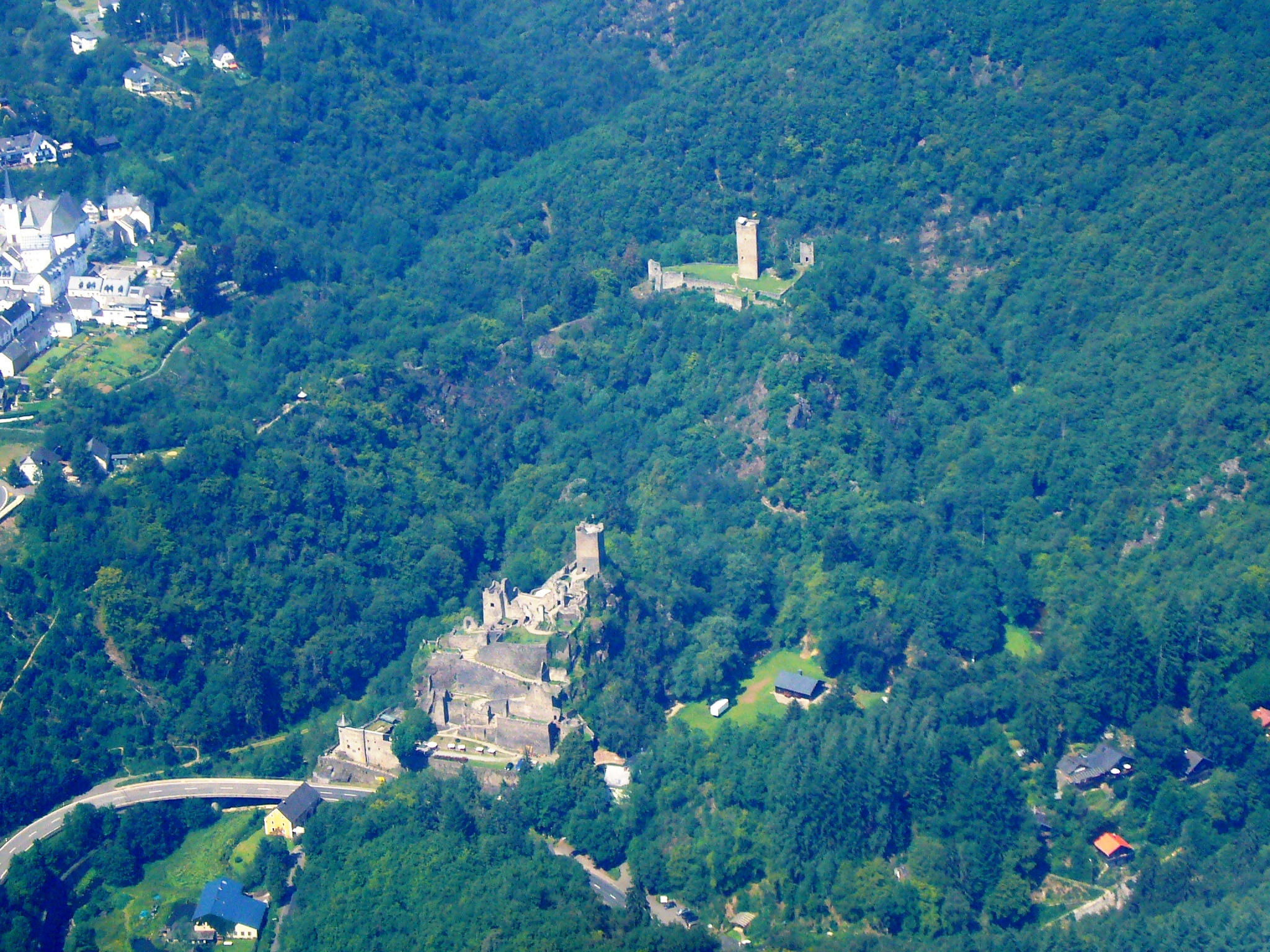
Castell de Manderscheid